# Cellophane (album)
Pour les articles homonymes, voir Cellophane (homonymie).
Albums de The Troggs
Trogglodynamite
(1966) Mixed Bag
(1968)
Cellophane est le troisième album du groupe de rock britannique The Troggs, sorti en 1967. Ses deux chansons phares sont Love Is All Around et My Lady, toutes deux composées par Reg Presley.

## Titres
Sauf mention contraire, les chansons sont écrites par Reg Presley.

### Face 1
1. Little Red Donkey (Pete Staples, Reg Presley, Ronnie Bond, Chris Britton) – 2:15
2. Too Much of a Good Thing (Gillard, Fogg) – 2:49
3. Butterflies and Bees (Britton) – 1:56
4. All of the Time – 2:10
5. Seventeen – 2:40
6. Somewhere My Girl Is Waiting (Art Wayne) – 2:51

### Face 2
1. It's Showing – 2:56
2. Her Emotion – 2:30
3. When Will the Rain Come (bond) – 2:42
4. My Lady – 2:59
5. Come the Day (Bond) – 1:55
6. Love Is All Around – 3:01

### Titres bonus
La réédition de Cellophane parue chez Repertoire Records en 2003 inclut douze titres supplémentaires. Les titres 13 à 20 proviennent de 45 tours des Troggs parus en 1969-1970 ; les titres 21 et 22 proviennent d'un single de Ronnie Bond en solo et les titres 23 et 24 d'un single de Reg Presley en solo, tous deux parus en 1969.
1. That's What You Get Girl – 2:01
2. I Don't Know Why – 2:52
3. Easy Loving – 3:00
4. Give Me Something – 3:27
5. Lover – 2:26
6. Come Now – 2:20
7. Raver – 2:48
8. You – 2:34
9. Carolyn – 2:33
10. Anything for You – 2:37
11. Lucinda Lee – 3:07
12. Wichita Lineman – 3:05